# Cmentarz dla zwierząt

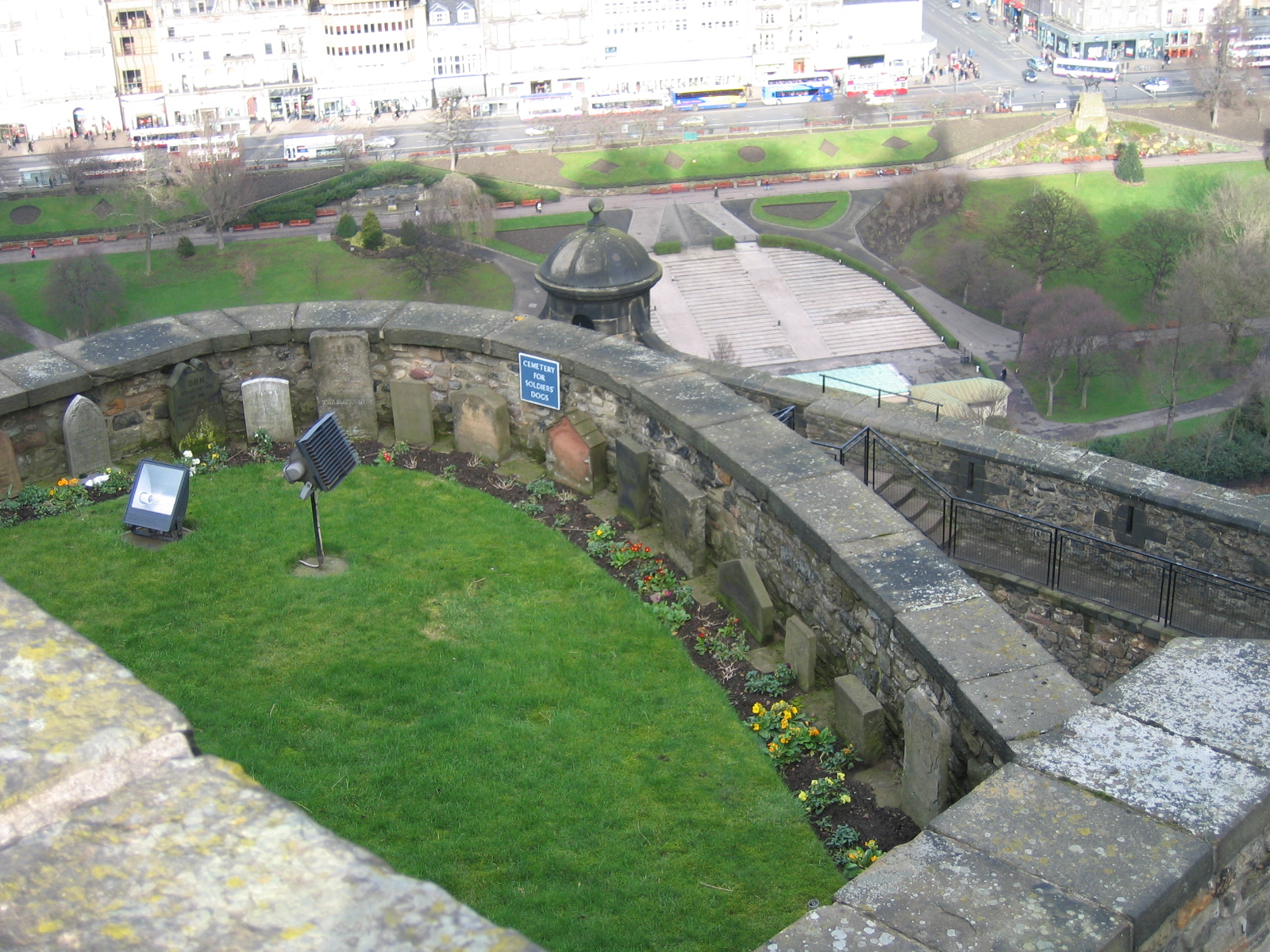
Cmentarz psi na zamku w Edynburgu

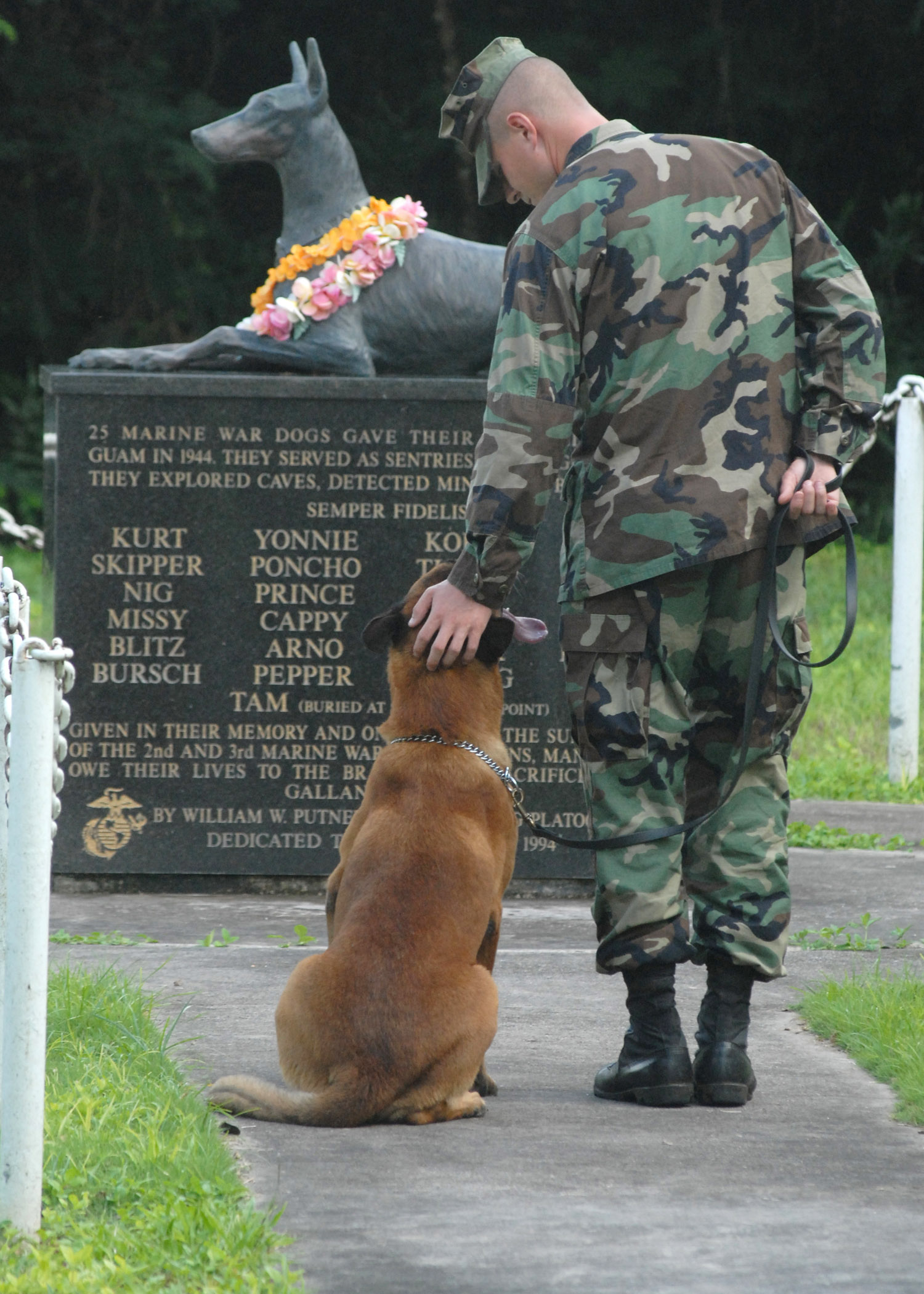
Wyspa Guam – monument upamiętniający psy piechoty morskiej, które poległy w walkach o wyspę

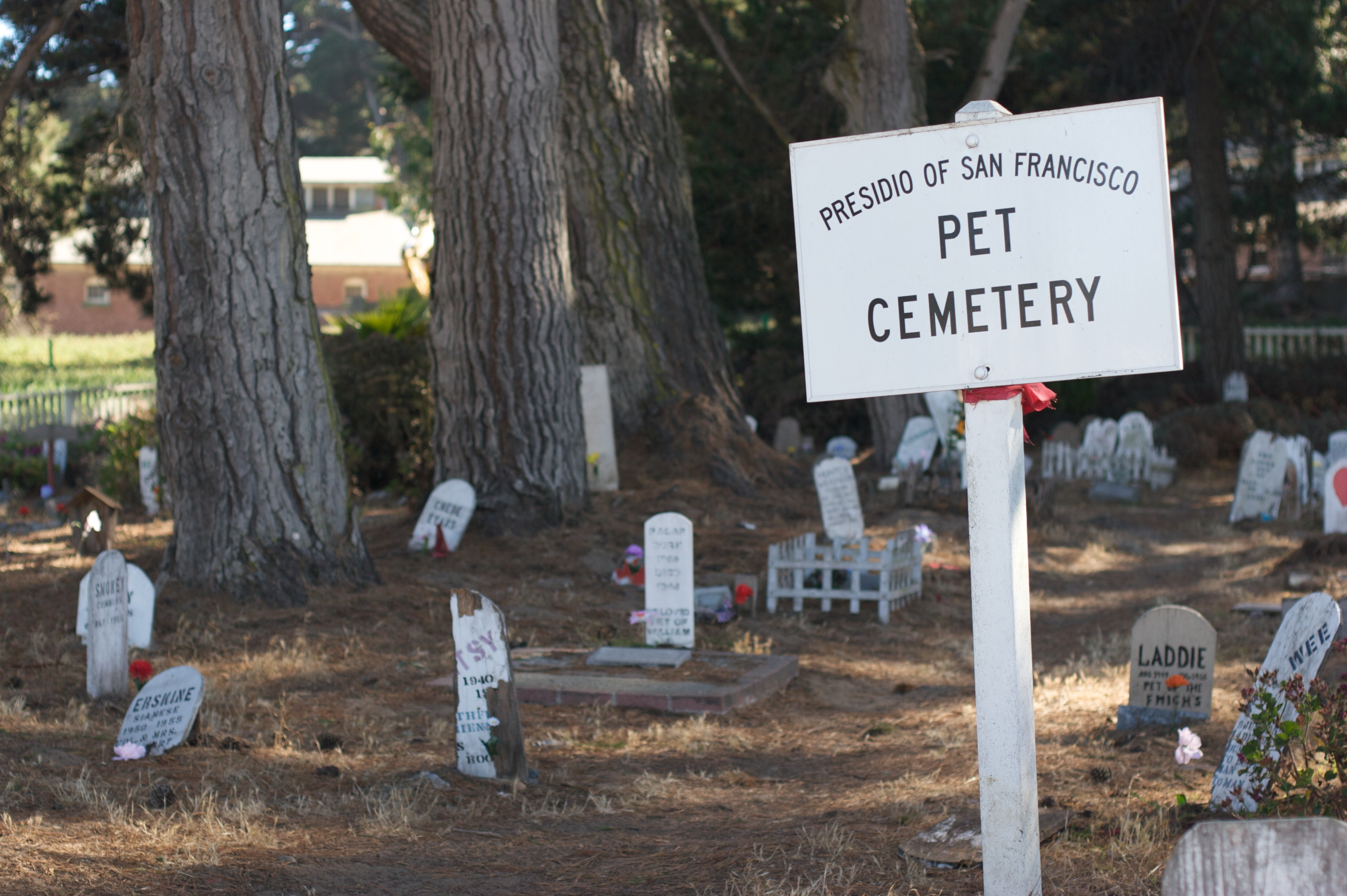
Cmentarz zwierząt w San Francisco

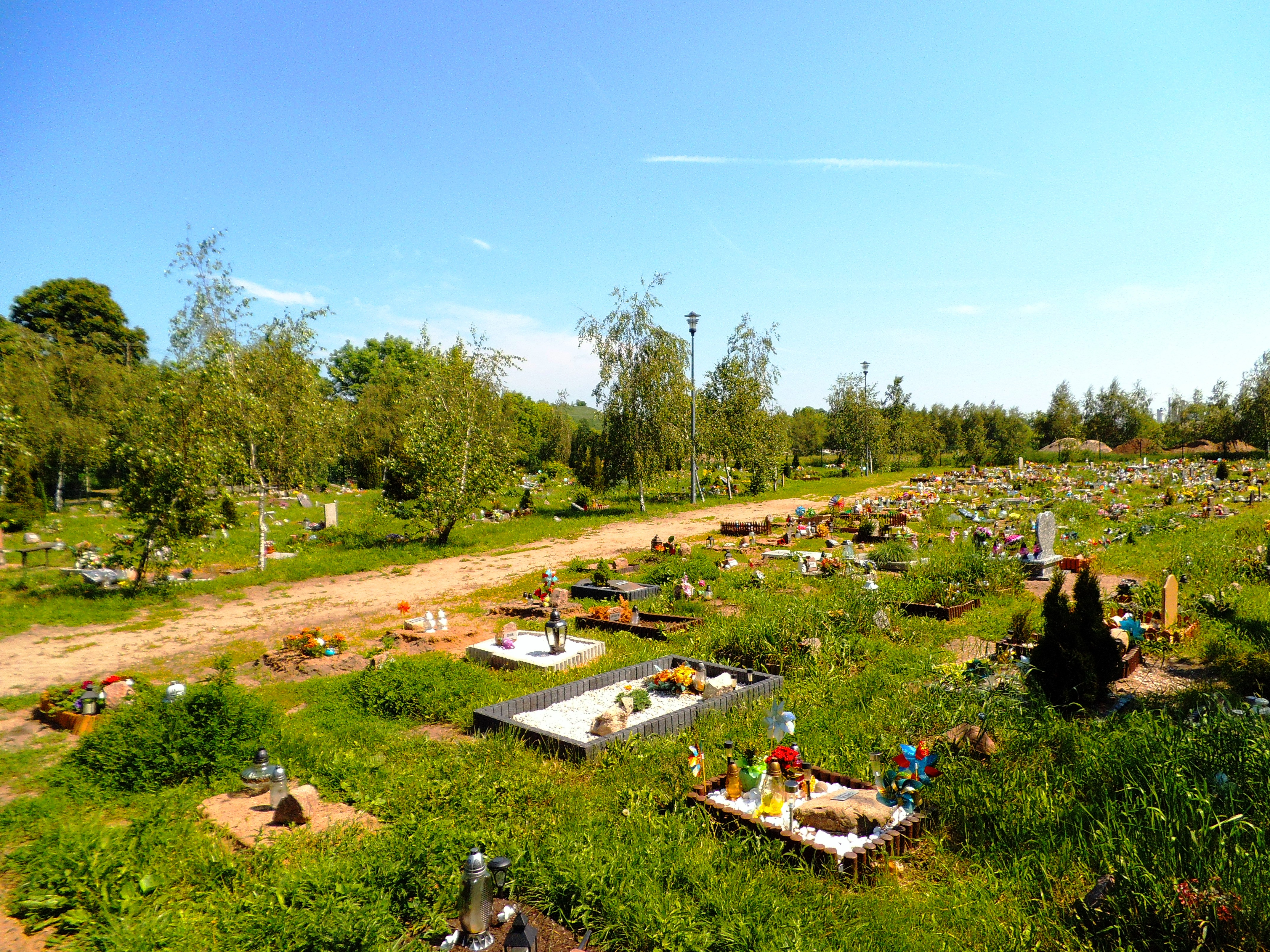
Cmentarz dla zwierząt w Toruniu

Cmentarz dla zwierząt – wydzielone miejsce pochówku zwierząt domowych. Przez ustawodawców stosowany jest też termin „grzebowisko” – specjalnie w odniesieniu do większych zwierząt, bardziej gospodarczych niż domowych.

## Historia
Pochówki zwierząt były i są praktykowane w wielu kulturach. W okresie predynastycznym starożytnego Egiptu grzebano mumifikowane zwierzęta różnych gatunków. Nie były to jednak pogrzeby dla upamiętnienia pochowanych zwierząt, lecz forma składania ofiary bóstwom. Na Syberii odkryto datowany na 7 tys. lat grób psa pochowanego w sposób noszący oznaki ceremonialności. Również z V wieku p.n.e. pochodzą liczne groby psów odkryte w Aszkelonie w Izraelu.
Najwięcej cmentarzy zwierząt znajduje się w Stanach Zjednoczonych i Kanadzie. Opinią bardzo luksusowego cieszy się działający od 1896 roku cmentarz dla zwierząt w Hartsdale dzielnicy White Plans, nieopodal Nowego Jorku. Spoczywają na nim m.in. dwa psy, których pochówek opłaciły instytucje: Armia amerykańska ufundowała pochówek i nagrobek jednemu z psów służących w US Army, natomiast innemu Liga Antywiwisekcyjna, jako ofierze wiwisekcji.
W bazie amerykańskiej marynarki wojennej na wyspie Guam znajduje się cmentarz wojskowych psów, które oddały swe życie biorąc udział w walkach o wyzwolenie tej wyspy w 1944 roku. Pomagały żołnierzom jako posłańcy i zwiadowcy – sprawdzając jaskinie, umocnienia i szukając min pułapek. Wielu amerykańskich żołnierzy piechoty morskiej zawdzięcza im swe życie.
W nowożytnej Europie pierwszym oficjalnie otwartym cmentarzem zwierząt był londyński cmentarz na terenie Hyde Parku, otwarty w 1881 roku. Bardzo znany obiekt tego typu to założony w 1899 roku Cimetière des Chiens w Asnières we Francji, gdzie pochowano m.in. znanego bernardyna Barry’ego. Cmentarz ten istnieje do dziś i służy za miejsce spoczynku ponad 50 tys. zwierząt, głównie psów. Jeszcze przed I wojną światową otwarto podobny obiekt w Berlinie, przy ul. Müllera. Został on następnie przeniesiony do dzielnicy Stahnsdorf.
Liczne są też prywatne, niewielkie cmentarze zwierzęce na terenach prywatnych posiadłości. W parku willi Wahnfried w Bayreuth wokół grobu Richarda Wagnera znajdują się mniejsze groby psów kompozytora.
Cmentarz dla zwierząt stał się tematem powieści amerykańskiego autora horrorów Stephena Kinga: Smętarz dla zwierzaków (Pet Sematary), na podstawie której powstał również film.

### W Polsce
W Polsce cmentarze (w prawodawstwie zwane także „grzebowiskami”) dla zwierząt domowych (towarzyszących) takich jak psy, koty, króliki, fretki, chomiki itp. istnieją od 1991 roku, ale na szerszą skalę dopiero od niedawna. Do lat 2000. zwłoki zwierząt domowych były zwykle grzebane na terenach prywatnych, w lasach itp. Obecnie jest to zabronione, a przepisy nakazują utylizację takich zwłok lub grzebanie ich na specjalnych grzebowiskach. Warunki prowadzenia grzebowiska zwierząt określane są przez radę gminy na podstawie art. 7 ustawy z dnia 13 września 1996 roku o utrzymaniu czystości i porządku w gminach (Dz.U. z 2025 r. poz. 733) Warunki grzebania zwłok zwierząt domowych określa też art. 8 rozporządzenia (WE) NR 1069/2009 Parlamentu Europejskiego i Rady z dnia 21 października 2009 roku.
Pierwszy w Polsce cmentarz dla zwierząt powstał w 1991 roku w Koniku Nowym pod Warszawą. Obecnie istnieje oficjalnie 15 takich cmentarzy w miejscowościach: Bydgoszcz, Sicienko, Toruń, Gorzów Wielkopolski, Rakszawa, Ropczyce, Rzędziany, Rybnik, Bytom, Piła, Kąty Wrocławskie, Halinów, Gdańsk, Słupsk, Szczecin, Świnoujście i Szymanów pod Wrocławiem.